# Аксюру-Конрат Русский

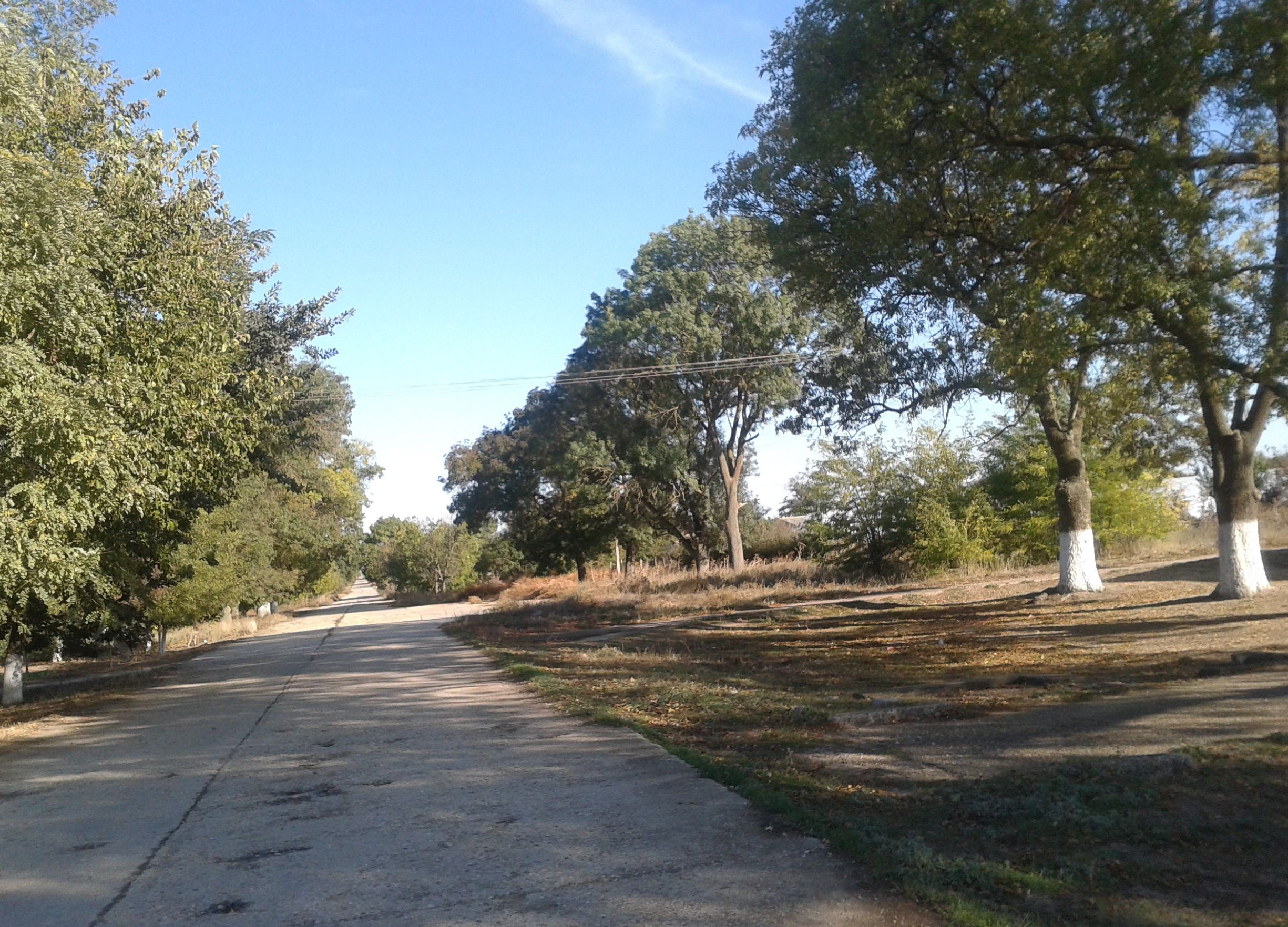
Улица в северной части Полевого - бывший Аксюру-Конрат Русский

 Аксюру́-Конра́т Ру́сский (укр. Аксюру-Конрат Руський, крымскотат. Rus Aqsürü Qoñrat, Рус Акъсюрю Конърат) — упразднённое село на юго-востоке Джанкойского района Республики Крым, объединённое в село Полевое — северная часть села.

## История
Впервые деревня Аксюру-Конрат русский в Тотанайской волости Перекопского уезда в доступных источниках встречается в «Памятная книжка Таврической губернии на 1914 год», согласно которой на 1914 год в селении уже действовала земская школа. По Статистическому справочнику Таврической губернии. Ч.II-я. Статистический очерк, выпуск пятый Перекопский уезд, 1915 год, в деревне Аксюру-Конрат (русский) Тотанайской волости Перекопского уезда числилось 6 дворов (все дворы с землёй) с русским населением в количестве 52 человек приписных жителей и 6 «посторонних», из которых 24 мужчины и 36 женщин. Жители владели 111 десятинами удобной земли. В хозяйствах имелось 28 лошадей, 7 волов, 7 коров и 13 голов мелкого скота
После установления в Крыму Советской власти, по постановлению Крымревкома от 8 января 1921 года № 206 «Об изменении административных границ» была упразднена волостная система и в составе Джанкойского уезда был создан Джанкойский район. В 1922 году уезды преобразовали в округа. 11 октября 1923 года, согласно постановлению ВЦИК, в административное деление Крымской АССР были внесены изменения, в результате которых округа были ликвидированы, основной административной единицей стал Джанкойский район и село включили в его состав. Согласно Списку населённых пунктов Крымской АССР по Всесоюзной переписи 17 декабря 1926 года, в селе Аксюру-Конрат (русский), Немецко-Джанкойского сельсовета Джанкойского района, числилось 19 дворов, все крестьянские, население составляло 83 человека, все русские. Постановлением ВЦИК «О реорганизации сети районов Крымской АССР» от 30 октября 1930 года, был вновь создан Биюк-Онларский район (ранее существовал с 1921 года до 11 октября 1923 года), на этот раз — как немецкий национальный и село вошло в его состав, а, после образования в 1935 году Колайского района (переименованного указом ВС РСФСР № 621/6 от 14 декабря 1944 года в Азовский) — передали в новый район. По данным всесоюзной переписи населения 1939 года в селе проживало 99 человек.
Указом Президиума Верховного Совета РСФСР от 18 мая 1948 года, Кара Татанайский и Аксюру-Конрат объединили и переименовали в Полевое.